# 1750 год в науке
В 1750 году произошли различные научные и технологические события, некоторые из которых представлены ниже.

## События
- 17 января — Джон Кэнтон читает доклад перед Королевским обществом по методу изготовления искусственных магнитов.
- 1 апреля — Пер Осбек принимает участие в научной экспедиции в Китае.
- 18 ноября — открытие Вестминстерского моста через Темзу в Лондоне, спроектированного инженером Чарльзом Лабели[англ.].
- Томас Райт описал форму млечного пути и предположил, что слабые туманности являются далёкими галактиками в своей работе «An original theory or new hypothesis of the Universe».
- Опубликована книга « Historia Plantarum[англ.]» Конрада Геснера написанная между 1555 и 1565 годами.

## Награды
- Медаль Копли: Джордж Эдвардс, британский натуралист и орнитолог.

## Родились
- 16 марта — Каролина Гершель, англо-германский астроном (умер в 1848).
- 5 июля — Франсуа Пьер Ами Аргант, швейцарский физик и химик, конструктор, изобретатель (умер в 1803).
- 22 сентября — Христиан Конрад Шпренгель, немецкий ботаник (умер в 1826).
- 30 ноября — Андреас Йозеф Шнауберт, немецкий учёный-юрист (умер в 1825).
- Аарон Арроусмит — английский картограф (умер в 1823).
- Джин Николас Фортин[англ.] — французский физик, приборостроитель (умер в 1831).
- Марии-Айми Люлин[англ.] — швейцарский энтомолог, (умер в 1831).

## Скончались
- 1 декабря — Иоганн Доппельмайер, немецкий математик, астроном и картограф (р. 1677).